# Les Solitaires (film, 1963)
Pour les articles homonymes, voir Solitaire.
Pour plus de détails, voir Fiche technique et Distribution.
Les Solitaires (Los venerables todos) est un film argentin réalisé par Manuel Antín, sorti en 1963.

## Synopsis
Ismael fait partie d'un groupe de conspirateurs et est constamment rabaissé par leur chef.

## Fiche technique
- Titre : Les Solitaires
- Titre original : Los venerables todos
- Réalisation : Manuel Antín
- Scénario : Manuel Antín d'après son roman
- Musique : Adolfo Morpurgo
- Photographie : Ricardo Aronovitch
- Montage : José Serra
- Production : Jorge Alberto Garber
- Pays :  Argentine
- Genre : Drame
- Durée : 85 minutes
- Dates de sortie : 
  -  Argentine : mai 1963

## Distribution
- Lautaro Murúa : Lucas
- Fernanda Mistral : Dora
- Walter Vidarte : Ismael
- Leonardo Favio
- Maurice Jouvet
- Raúl Parini
- Beto Gianola

## Distinctions
Le film a été présenté en sélection officielle en compétition au Festival de Cannes 1963.